# La Ronde et autres faits divers
La Ronde et autres faits divers est un recueil de onze nouvelles de Jean-Marie Gustave Le Clézio, d'une banalité apparente, publié en 1982. Les thèmes qui en ressortent sont la tristesse, le bouleversement, l'horreur, l'injustice, la mélancolie.
Le Clézio, par une narration sobre en point de vue externe, permet au lecteur une grande proximité avec les personnages, dégageant une ambiance intimiste. 

## Résumé (citation de la quatrième de couverture)
Qu'il s'agisse d'un groupe d'ouvriers misérables passant en illégalement la frontière de l'Italie à la France, de deux jeunes filles fugueuses (« La grande vie »), d'un enfant voleur, d'une femme accouchant seule sur la moquette d'un mobile home, surveillée par un chien-loup au regard de braise ; ou qu'il s'agisse encore de la fillette broyée par un camion, ou de la jeune fille violée dans une cave d'HLM, l'auteur impose aux faits une étrangeté bouleversante.
L'incident s'annule au profit du dénominateur commun de toute souffrance humaine qu'articulent l'horreur de la solitude, de la répression, l'injustice, et quoi qu'il arrive, le fol et vain espoir de rencontrer, dans l'amour et dans la liberté, une merveilleuse douceur.

## Liste des nouvelles
- La Ronde
- Moloch
- L'Échappé
- Ariane
- Villa Aurore
- Le Jeu d'Anne
- La Grande Vie
- Le Passeur
- Ô voleur, voleur, quelle vie est la tienne ?
- Orlamonde
- David

### La Ronde
C’est l’histoire de deux jeunes filles, Titi et Martine, qui étudient la sténographie. Elles sont amies depuis deux ans et Titi est clairement la meneuse. Pour l’impressionner, son amie décide de faire une ronde avec elle dans la ville en vélomoteur, sur la rue de la Liberté, pour faire quelque chose de spécial, pour impressionner la bande. On apprend à la fin que ce quelque chose sera de voler le sac à main d’une dame. Mais l’auteur ne laissera pas ce crime impuni. Il y a énormément de descriptions physiques, et des sensations des jeunes filles. L’angoisse, le stress, la paranoïa et la torpeur sont décrits de façon très précise. On note aussi la présence des couleurs -le rouge, le bleu, les éclats de lumière- qui sont omniprésentes tout au long du récit. Les rues sont désertes, mis à part les protagonistes, les gens sont chez eux, comme en prison, devant la télévision et Martine sent leur regard sur elle. Ce sentiment oppressant dure jusqu’à ce que Martine pense : « Ils peuvent espionner avec leurs yeux étrécis, qu’est-ce que ça peut faire ? » (p.23), alors elle est libre de commettre son acte.

### Moloch
L’histoire débute le 15 août 1963 pour se terminer quelques mois plus tard en hiver. Une jeune femme, Liana, est enceinte et va accoucher seule dans son mobile home, sous le regard jaune de son chien-loup, Nick. On sait qu’elle est enceinte d’un homme appelé Simon mais celui-ci n’est pas présent dans la nouvelle et la femme s’empêche continuellement de penser à lui car cela lui donne le vertige. Une assistante sociale prénommée Judith, vivant non loin, tente de lui venir en aide, mais Liana ne le souhaite pas. Elle devient paranoïaque et a peur que des médecins viennent la chercher, l’enfermer et lui prendre son bébé. « Peut-être qu’il est déjà trop tard, qu’ils sont en route, guidés par Simon, ou par la jeune femme aux lunettes dorées. » (p.53) Une description du paysage qui l’entoure revient sans arrêt : « Partout, là, et ailleurs aussi, c’est la même terre blanchâtre, le sable, les cailloux pointus, la terre âcre et éblouissante. Partout il y a ces arbres maigres, ces eucalyptus, ces lauriers, ces palmiers rongés de soleil. Le long des routes il y a les platanes, et les aloès au bord du fleuve. » (p.32) Cette description se retrouve avec quasiment les mêmes phrases presque toutes les deux ou trois pages, tel un mantra. La description de la faim du chien loup (p.53) est angoissante et on passe (p.54) de la pensée du chien à la pensée de la jeune femme, comme s’ils ne faisaient qu’un. On passe subtilement des suppositions de l’animal à la réalité, au présent de la femme, ce qui peut troubler le lecteur, le laisser perplexe et accentue l’ambiance décalée due à la folie supposée de Liana. Tout au long de la nouvelle le mot "vague" est répété de nombreuses fois et cette impression de mouvance se retrouve dans l’accouchement, avec la douleur qui vient par vague, l’auteur utilisant un champ lexical associé à la mer. (p.40-43).

### L’échappé
Tayar marche en haute montagne parmi les oliviers et parvient à un haut-plateau calcaire. Il repense à son passé sur les monts du Chélia, avec son oncle Raïs et son frère. Petit à petit on s’aperçoit qu’il fuit la ville et plus précisément la prison, repensant à celle qui l’a dénoncé apparemment pour son crime : Mariem. Il a peur de se faire arrêter par la police et ne veut pas retourner en prison, comme par le passé où il fuyait les soldats sur les monts du Chélia. Son enfance est enchevêtrée avec son présent et beaucoup d’images lui reviennent. Le manque d’eau le fait délirer et il se met à confondre le passé et le présent pour quasiment mourir à la fin. Il est au plus mal lorsqu’il est trouvé par un enfant, mais est-ce un mirage, son lui du passé, Aazi, ou bien un enfant réel ? « L’enfant lui ressemble, il est tout à fait comme un reflet de lui-même. » (p.77) Sa sœur lui revient aussi en mémoire, elle se nomme Horriya, signifiant liberté. Cela rappelle d’autant plus son statut d’évadé, cherchant la liberté, refusant d’être emprisonné. L’auteur utilise un contraste constant entre le bruit et le silence. Bruit de la ville, bruit de la prison, de ses portes qui claquent, silence de la nature, de la montagne. La lumière éclatante, éblouissante est présente constamment sur le plateau. Elle est dure, mais aussi chaleureuse par moments. La description est dure, sèche et affûtée.

### Ariane
L’histoire se déroule dans une cité HLM parmi tant d’autres « C’est une véritable cité en elle-même, avec des dizaines d’immeubles, grandes falaises de béton gris debout sur les esplanades de goudron, dans tout le paysage de collines de pierres, de routes, de ponts » (p.89). Cette cité est un véritable lieu désolé, abandonné, sans chaleur où vivent des gens anonymes. En ce lundi de Pâques, nous suivons Christine, une ado 
désœuvrée, qui n’aime ni sa vie, ni sa famille, ni sa situation. Cette dernière a décidé en fin d’après-midi de se rendre au Milk Bar, où elle retrouve une amie, Cathie. La nuit tombe et Cathie rentre chez elle. Christine ne veut pas retourner chez elle et donc traîne dans les rues, au bord de la folie, et elle pense même au suicide. Soudain, elle se retrouve encerclée par une bande de motards casqués qui l’oblige à s’arrêter mais elle arrive à fuir jusqu’à chez elle. Une fois dans l’immeuble, après avoir actionné l’interrupteur, elle se retrouve nez-à-nez avec ses tourmenteurs toujours casqués. Ils l’amènent dans une cave et la violent tour à tour avant de la laisser sur ces mots « si tu parles, on te tue » (p.105). Avant de la laisser rentrer chez elle.

### Villa Aurore
Une villa blanche nommée Aurore est dans les pensées du héros, Gérard Estève. Cette villa fait partie de son enfance, lorsqu’il jouait à l’intérieur des murs du jardin de la villa, peuplé de chats errants. Il y revient plusieurs années après, lorsqu’il est étudiant, pour retrouver ses souvenirs, la villa, la dame qui y habite et le temple grec dans le jardin. Mais essayer de superposer le passé et le présent va le troubler, puisque tout a changé, rien ne sera plus jamais comme avant et le héros sera déçu par son pèlerinage. Une ambiance de magie, de charme règne sur ses souvenirs d’enfance et va être confrontée à la réalité crue, dure, des nouvelles constructions qui entourent la villa telle une prison, de la villa qui tombe en ruine, de la vieillesse de la dame y habitant. Cette nouvelle parle d’une rupture avec l’enfance, du passage à l’âge adulte et de la mort, de l’angoisse et de la peur de la transformation. Le héros est angoissé par ce deuil qu’il doit faire du passé, des impressions qu’il avait par le prisme de l’enfance et de l’innocence.

### Le Jeu d'Anne
Antoine monte dans sa voiture, une vieille Ford, pour un voyage vers le passé. Il part rejoindre Anne. La lumière est omniprésente dans la nouvelle et éblouie à chaque page :« lumière de midi, lumière (p.137), le soleil brille, une étincelle aveuglante (p.139), clarté douloureuse, clignoter le soleil (p.140), éclats de lumière (p.141), la lumière est belle, très dure (p.143), brûlure du soleil (p.144)… » Et répétition de : « Comme une boule de feu. » (p.149). Il se souvient d’Anne, son amour, et parcourt une route empruntée un an plus tôt par elle. Il a peur et souffre de se souvenir. En lisant l'histoire, on comprend que Anne est morte et que son esprit lui parle et l'emmène vers le désespoir. La lumière dans cette nouvelle est tueuse et les souvenirs douloureux. « Le jour a glissé comme vers le passé, entraînant ceux qui vivent vers ceux qui sont morts. » (p.148) 

### La Grande vie
Christèle, dite Pouce, et Christelle, dite Poussy, 19 ans, sont recueillies par maman Janine car la mère de l’une est morte et que l’autre est à l’Assistance. Les deux jeunes filles se ressemblent tant physiquement qu’elles sont prises pour des jumelles. Elles travaillent dans un atelier de confection pour une marque de pantalon et rêvent d’aventure. Alors elles partent à la fin du mois de mars en TGV pour rejoindre Monte-Carlo et utilisent leur ressemblance physique pour ne payer qu’un seul billet de train aller, première classe, ou arnaquer les hôtels où elles séjournent. Pouce a besoin de Poussy pour se rassurer. Arrivées à Monte-Carlo, elles vont rencontrer différentes personnes jusqu’en Italie mais leur voyage s’arrêtera lorsque Pouce tombera malade et que la réalité les rattrapera. La rêverie est omniprésente mais l’auteur les ramène au présent.

### Le Passeur
Miloz cherche à rejoindre la France en passant par l’Italie. Il veut y aller pour trouver du travail et gagner de l’argent pour sa femme, Lena. Avec d’autres clandestins, ils suivent un guide à travers la montagne pour arriver en France et pendant le périple certains sont obligés d’abandonner. Miloz meurt en tombant d’une falaise.

### Ô voleur, voleur, quelle vie est la tienne?
Cette nouvelle ressemble à l’interview d’un voleur ou une séance avec un psychologue. Il raconte quel est son quotidien et pourquoi il en est venu à voler. Il était maçon mais a fini par perdre son job et ne plus pouvoir subvenir aux besoins de sa femme et de ses enfants. Il ne retrouve pas de travail malgré ses efforts et a peur de mourir de faim avec sa famille. Aucun nom n’est jamais cité et l’homme explique qu’il en est venu à voler les maisons des morts la nuit, sans que ses enfants soient au courant et avec sa femme qui se doute que l’argent n’est pas gagné honnêtement. Il parle de sa pauvreté et dit « Tu ne fais pas très attention, et un jour tu t’aperçois que tu ne vois plus personne, que tu ne connais plus personne… Vraiment comme si tu étais un étranger, et que tu venais de débarquer du train. » (p.233) L’auteur reprend ici la thématique de l’étranger abordée dans la nouvelle « Le passeur ».

### Orlamonde
La nouvelle commence par « Toute ressemblance avec des événements ayant existé est impossible ». Il annonce ainsi le contraire, mettant le lecteur en droit d’attendre une nouvelle se rapprochant de la réalité et donc de faits ayant déjà existé. Annah, une jeune fille, ne va plus à l’école depuis trois mois. Son père est mort et sa mère est à l’hôpital, mourante. Pour oublier, elle va tous les jours à Orlamonde, un vieux bâtiment situé en haut d’une falaise, face à la mer. Son ami Pierre connaît sa cachette et a promis de ne jamais la révéler. Là-haut, elle observe le ciel et la mer et rêve à une autre vie, où elle serait libre comme une mouette, et sa mère guérie. Elle cherche l’isolement, mais le théâtre en mauvais état va être détruit. L’expression « le ciel et la mer » est répétée constamment à toutes les pages, ramenant le lecteur à la rêverie de la jeune fille. Les étincelles du soleil sur la mer participent à la poésie de la nouvelle. Les hommes sont pour Annah synonyme de destruction, destruction d’Orlamonde, de son rêve, de son enfance. En effet, avec la perte du vieux théâtre en ruine, la petite fille perd la présence protectrice qui l’entoure en cet endroit et est obligée de faire face à la réalité, à la mort. La couleur jaune des machines et des casques des hommes du chantier est aussi synonyme de mort puisque ce sont eux qui détruisent la ruine. Lorsque Pierre lui annonce que le théâtre sera détruit (p.246), cela pourrait être transposé à l’annonce de la maladie de sa mère et à la perte que cela va engendrer dans un futur proche. Annah réagit comme si elle ne comprenait pas la nouvelle, puis elle ne l’accepte pas et court vérifier la véracité des dires de Pierre. (p.247) Ensuite elle s’accroche à la ruine et refuse de la quitter. On peut donc penser que la destruction d’Orlamonde est aussi la destruction de son monde d’enfant, où la mort est impossible et le rêve omniprésent. La nouvelle se clôt par la colère d’Annah, on peut faire le rapprochement avec les cinq étapes après l’annonce d’une mauvaise nouvelle : la dénégation, la colère, le marchandage, la dépression et enfin l’acceptation.

### David
« David » est une nouvelle qui a pour sujet principal la fugue d’un enfant de quatorze ans qui espère retrouver son grand frère Edouard, parti brutalement du foyer familial à la suite d'une dispute avec leur mère. Tout au long de l’histoire, l’errance du jeune David se partage entre la ville et le bord de mer. Cette quête le mènera à la rencontre d’un autre monde, celui de la ville et des adultes, avec sa violence, ses tentations et ses dangers.
Le lecteur assiste à l’évolution progressive de David au fil des pages. La fugue du personnage symbolise d’abord l’évolution mentale d’un enfant qui devient petit à petit adolescent. Au début de l’aventure, par exemple, David perçoit l’argent comme futile : « quand il aura de l’argent, David pense qu’il le jettera par terre », avant de le considérer tout autrement un peu plus tard : « il pense à la pièce qu’il a jetée dans le trou du trottoir, peut-être qu’il aurait dû essayer de la repêcher aujourd’hui ? ».   
En outre, le vol d’argent que commet David à la fin de la nouvelle peut être vu comme une épreuve, un passage, un rite qui marque la fin de son enfance et l’entrée dans le monde de l’adolescence. David commet ce délit dans l’intention désespérée de se rapprocher de son grand frère et aussi pour être aimé et reconnu par ce dernier, qui représente une sorte de modèle pour le jeune enfant. Tout au long de la nouvelle, on retrouve ce rapport entre « petits » et « grands », symbolisé par la référence biblique de l’épisode de David contre Goliath : « c’est comme cela qu’on fait la guerre aux géants, tout seul dans l’immense vallée déserte, à la lumière aveuglante ». Le Clezio oppose ainsi dans une dualité répétée tout au long de son texte le monde de l’enfance, son innocence et sa pureté (les anges auxquels David croient notamment), à celui, cruel et violent, des adolescents et des adultes (le délit, la prison, la drogue). Puis peu à peu, cette dualité s’efface et les frontières se brouillent : David entrevoit petit à petit la violence concrète du monde des adultes et finit par y pénétrer.
Tout au long de son périple, le protagoniste recherche un sentiment de liberté que la ville semble pouvoir lui procurer. Paradoxalement, c’est en recherchant la liberté que David finira par se faire enfermer, puisque la fin de la nouvelle laisse supposer que ce dernier sera conduit en prison. Mais la ville dans laquelle David erre peut être aussi perçue comme une prison à elle toute seule : au départ symbole de liberté, elle devient finalement synonyme d’enfermement puisque l’errance de l’enfant devient répétitive (le Supermarché, où il retourne plusieurs fois, peut symboliser une forme de prison – les individus sont prisonniers de leur consommation, notamment). La fugue n’a plus rien d’excitant, elle devient monotone. Finalement, la prison, quant à elle, peut être vue comme un choix délibéré fait par David, car c’est lui et lui seul qui a pris la décision d’y aller, en provoquant le délit (le vol d’argent à la caisse du magasin de chaussures).
On retrouve enfin dans cette nouvelle des éléments propres au style d’écriture de Le Clezio, notamment une narration neutre, qui raconte avec mystère et objectivité le parcours de David, son passé et ses relations avec sa mère et son frère. Les émotions et les pensées profondes des personnages ne sont pas précisément détaillées. Au lecteur de se faire son propre avis sur l’intrigue et ses acteurs, donc.
Enfin, la lumière joue un rôle très important, comme dans toutes les nouvelles du recueil. Le Clezio la représente par petites touches, dans le soleil, la lune ou le reflet de la mer : « le soleil brille fort dans le ciel, jetant des éclairs sur les carrosseries ». Ce qui est intéressant ici, c’est que l’auteur mentionne également la lumière artificielle des néons du Supermarché, et l’oppose ainsi à la lumière naturelle : « cette lumière blanche qui brille sur les dalles de plastique ». Cette lumière, artificielle, cherche à symboliser l’apparent idéalisme de la famille que rencontre David au Supermarché : « il y a trois filles et deux garçons, les filles sont grandes et belles […] ». En jetant une lumière artificielle sur ces individus, Le Clezio interroge le lecteur sur ce que représente réellement la famille : n’y a-t-il pas, après tout, également des familles qui sont loin de correspondre à ce profil idéal et qui restent dans l’ombre ? Par ailleurs, ce n’est pas pour rien que l’auteur choisit d’introduire cette famille dans un Supermarché, au milieu des produits de consommation, qui répondent tous à une norme, un conformisme (la famille achète entre autres du savon, comme si elle était « propre » et lavée de toute misère sociale). Par ce jeu de lumière, le Clezio oppose là aussi la famille parfaite et visiblement sans soucis à celle de David, faite de drames tels que la drogue, la délinquance, l’absence du père et le désespoir d’une mère, la prison.    

## Éditions
Éditions imprimées
- J. M. G. Le Clézio, La Ronde et autres faits divers, Paris, Gallimard, coll. « Le Chemin », 14 avril 1982, 245 p. (ISBN 2-07-021395-1 et 978-2-07-021395-5, BNF 34683872, présentation en ligne)Référence éditeur : Gallimard A21395.
- J. M. G. Le Clézio, La Ronde et autres faits divers, Paris, Gallimard, coll. « Folio » (no 2148), 11 avril 1990, 281 p. (ISBN 2-07-038237-0 et 978-2-07-038237-8, BNF 35077779, présentation en ligne)Référence éditeur : Gallimard A38237.

Livres audio
- J. M. G. Le Clézio, La Ronde et autres faits divers, Paris, Auvidis, 1988 (BNF 38145563)Narrateur : Bernard Giraudeau, avec la participation de J. M. G. Le Clézio ; support : 5 cassettes audio ; durée : non connue ; référence éditeur : Auvidis 2121 AD 804.
- J. M. G. Le Clézio, La Ronde et autres faits divers, Paris, Gallimard, coll. « Écoutez lire », 15 mai 2008 (ISBN 978-2-07-012071-0, EAN 3260050856898, BNF 41270778, présentation en ligne)Texte intégral ; narrateur : Bernard Giraudeau ; support : 1 disque compact audio MP3 ; durée : 5 h 57 min environ ; référence éditeur : Gallimard A 12071.